# يانوس هورفاث
يانوس هورفاث (بالمجرية: János Horváth)‏ هو اقتصادي وسياسي أمريكي ومجري، ولد في 7 نوفمبر 1921 في المجر. حزبياً، نشط في فيدس – الاتحاد المدني المجري والحزب الجمهوري. انتخب عضو الجمعية الوطنية المجرية.